# Гордієнко Яків Якович
Яша Гордієнко (Гордієнко Яків Якович; 16 квітня 1925, Одеса — 30 липня 1942, Одеса) — комсомолець-розвідник, ватажок групи у чекістському загоні  В. М. Молодцова-Бадаєва в Одесі.

## Біографія
Яків Гордієнко народився 16 квітня 1925 року в родині колишнього моряка броненосця «Синоп» Якова Кондратовича та домогосподарки Матрьони Демідівни. Він був середнім із трьох дітей. У 1940 році Яків закінчив 8 класів трудової школи та поступив до Спеціальної школи ВМС.
Увійшов в загін чекіста В. О. Молодцова-Бадаєва, що формувався з метою подальшого здійснення діверсійних операцій на території Одеси та області. Спочатку був зв'язним так званого «летючого загона», який мав конспіративну квартиру в Одесі. Потім він очолив загін.
Яків Гордієнко зробив чимало для того, щоб нашкодити румунським окупантам на користь чекістів. Зусиллями його групи добувалися цінні відомості для комуністичного підпілля Одеси, а також для головного командування у Москві. Яків Гордієнко брав участь у численних операціях проти румун на користь комуністам. В одному загоні із Яковом боротьбу з румунськими окупантами, на користь московських окупантів вели його старший брат Олексій, а також молодша сестра Ніна.
У лютому 1942 року на конспіративній квартирі по вул. Ніжинській, 75. Я. Гордієнко, В. О. Молодцов-Бадаєва та декількох московських шпигунів було заарештовано через зраду А. Б. Федоровича (Бойко). Їх доставили у в'язницю Сигуранци (румунська поліція).. Протягом лютого — травня, комуністично налаштованого Якова водили на допити. 
У травні 1942 року Якова було переведено до в'язницю на Люстдорфський шлях. У липні Якову Гордієнко було виголошено смертний вирок. Коли Якова вели на розстріл, конвоїр вбив його лопатою по голові.

## Нагороди
Якова Гордієнко було нагороджено орденом Вітчизняної війни 1 ступеня (посмертно), медалями «Партизанові Вітчизняної війни» 1 ступеня і «За оборону Одеси».

## Пам'ять
- Іменем Я. Гордієнка названо одну з вулиць Одеси.
- На фасаді школи № 121 (Одесса), в якій навчався герой-підпільник, встановлено меморіальну дошку[2].
- З 1961 по 2000 роки ім'я героя-підпільника носив Палац піонерів та школярів (потім — Палац дитячої та юнацькох творчості).
- У 1964 році останки Якова Гордієнка було урочисто поховано на Алеї Слави Парка ім. Т. Шевченка (Одеса)[3].
- У 1973 році на Одеській кіностудії було знято художній фільм «Мальчишку звали Капитаном» по роману письменника Григорія Карєва «Твій син, Одесо»[4]